# Onofre Marimón
Onofre Agustín Marimón (Zárate, Buenos Aires; 19 de diciembre de 1923-Nürburg, Alemania; 31 de julio de 1954) fue un piloto de automovilismo argentino, hijo del también corredor Domingo Marimón. Falleció durante los entrenamientos del Gran Premio de Alemania de 1954 en Nürburgring, a bordo de un Maserati 250F.
En 11 carreras del campeonato de Fórmula 1 logró subirse dos veces al podio, y marcó un récord de vuelta en su breve carrera. También ostenta el récord de ser el piloto que ha hecho la remontada más larga desde la salida hasta el final de la carrera, 25 posiciones.
En competencias de Fórmula 1 no puntuables, obtuvo la victoria en el XIII Gran Premio di Roma (Castelfusano, el 6 de junio de 1954), además de ser segundo en el Gran Premio de Modena (1953) y cuarto en el Gran Premio de Bari (1954). En TC logró un triunfo en la vuelta de Mar del Plata de 1949.

### Muerte
Marimón murió el 31 de julio de 1954 durante los entrenamientos para el Gran Premio de Alemania de 1954, convirtiéndose en el primer piloto herido de muerte en un Gran Premio del Campeonato del Mundo distinto de las 500 Millas de Indianápolis. Su Maserati abandonó el circuito de Nürburgring en la curva Breidscheid cerca de Adenauer Bridge después de perder el control intentando mejorar su tiempo de clasificación. Murió al pie de una pendiente empinada y traicionera. Iba rápidamente a la baja, pero no logró negociar un giro brusco en el fondo. Marimón chocó contra una zanja, su Maserati se partió de un árbol y volcó varias veces. Quedó atrapado debajo del auto cuando éste quedó sobre su parte superior con las ruedas girando en el aire. Marimón recibió los últimos ritos de manos de un sacerdote católico antes de morir pocos minutos después de que los rescatistas lo liberaran. Se pensó que su unidad de frenado había fallado.
La muerte de Marimón redujo el equipo Maserati a cuatro pilotos. Sus tiempos de práctica no habían sido lo suficientemente satisfactorios como para llegar al top 5 en el Gran Premio de Alemania de 1954. Su mejor tiempo estuvo a 21,3 segundos del récord de 9:50,1 establecido por Fangio.

## Resultados

### Fórmula 1
(Clave) (negrita indica pole position) (cursiva indica vuelta rápida)

| Año     | Escudería                 | 1       | 2   | 3       | 4       | 5     | 6       | 7       | 8       | 9       | Pos. | Puntos |
| ------- | ------------------------- | ------- | --- | ------- | ------- | ----- | ------- | ------- | ------- | ------- | ---- | ------ |
| 1951    | Escudería Milano          | SUI     | 500 | BEL     | FRA Ret | GBR   | GER     | ITA     | ESP     |         | NC   | 0      |
| 1953    | Officine Alfieri Maserati | ARG     | 500 | NED     | BEL 3   | FRA 9 | GBR Ret | GER Ret | SUI Ret | ITA Ret | 11.º | 4      |
| 1954    | Officine Alfieri Maserati | ARG Ret | 500 | BEL Ret | FRA Ret | GBR 3 | GER DNS | SUI     | ITA     | ESP     | 13.º | 4 1⁄7  |
| Fuente: |                           |         |     |         |         |       |         |         |         |         |      |        |

### 24 Horas de Le Mans
| Año  | Equipo            | Copilotos             | Automóvil             | Clase | Vueltas | Pos. | Pos. Clase |
| ---- | ----------------- | --------------------- | --------------------- | ----- | ------- | ---- | ---------- |
| 1951 | Henri Louveau     | José Froilán González | Talbot-Lago T26 GS    | S 5.0 | 128     | DNF  | DNF        |
| 1953 | S.P.A. Alfa Romeo | Juan Manuel Fangio    | Alfa Romeo 6C 3000 CM | S5.0  | 22      | DNF  | DNF        |